# Marie Willeboordse

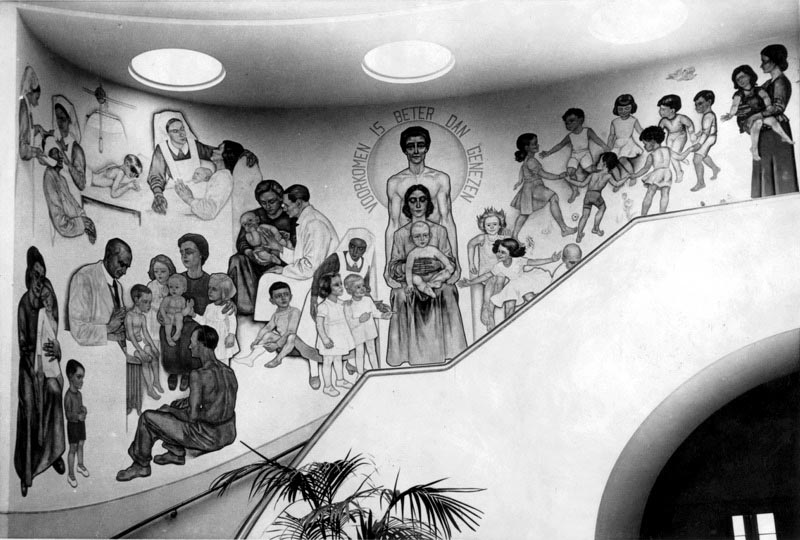
Marie Adriana Willeboordse - Pintura de parede 1942

Maria Adriana Willeboordse (1902-1989) foi uma artista holandesa.

## Biografia
Willeboordse nasceu a 25 de dezembro de 1902 em Roterdão e frequentou a Academie voor Beeldende Kunsten (Academia de Artes Visuais em Roterdão. O seu trabalho foi incluído na exposição e venda Onze Kunst van Heden (A Nossa Arte de Hoje) em 1939 no Rijksmuseum em Amesterdão. Ela era membro do Nederlandse Kunstkring (Círculo de Arte Holandesa) em Haia e da Kunstenaarssociëteit (Sociedade de Artistas) em Roterdão.
Willeboordse faleceu no dia 18 de agosto de 1989 em Leidschendam.